# 拉塞爾海崖
82°21′S 161°6′E / 82.350°S 161.100°E
拉塞爾海崖（英語：Russell Bluff）是南極洲的海崖，位於沙克爾頓海岸，處於埃倫特冰川終點東岸，美國地質調查局根據測量和該國海軍的空中照片繪入地圖，現時由南極條約體系管理。